# آنا باتريسيا غاميز
آنا باتريسيا غاميز (بالإسبانية: Ana Patricia González)‏ هي عارضة فنية ‏ وعارضة مكسيكية، ولدت في 26 يوليو 1987 في نافويوا ‏ في المكسيك.